# آلکساندر گرین

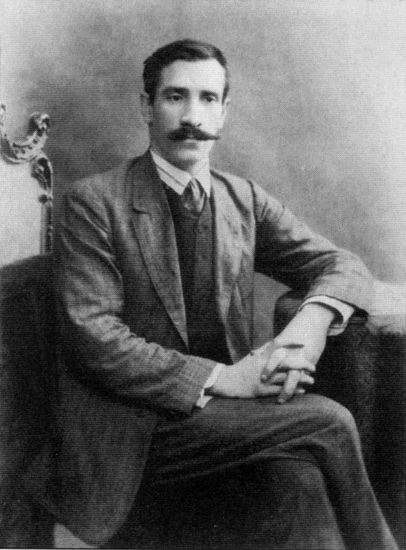

آلکساندر استپاناویچ گرین (Александр Грин)، نویسندهٔ روسی، لهستانی تبار.

## زندگی
آلکساندر گرین فرزند استفان گرینفسکی لهستانی که به روسیه تبعید شده بود است. گرین در کودکی و نوجوانی با خواندن رمان‌های ماجرایی ماین رید و گوستاو امار و قصه‌های تخیلی هوفمان و الن‌پو تلاش می کرد ملال زندگی در تبعید را تسکین دهد . او دوست داشت دریانورد شود اما هرگز موفق به این کار نشد.
منتقدان روسی در زمان حیات او به آثار او توجه نکردند و او در فراموشی تنگ‌دستی در شهر استاری گریم درگذشت.

## سبک و خصوصیات ادبی
آثار ادبی گرین در سرتاسر زندگی‌اش در جریان اصلی ادبیات روسیه قرار نداشت و خارج از این جریان تکوین و گسترش یافت . او به تلفیق ویژه‌ای از تجربه و تخیل دست یافت . تثرش به قصهٔ پریان می مانست و از قوانین «اینجا و اکنون» پیروی نمی‌کرد . داستان‌های او ربط چندانی با وقایع و محل‌های تاریخی ندارد . در داستان‌های گرین حتی نام شخصیت‌ها هم روسی نیست در واقع قهرمانان او هیچ ملیت و تاریخ مشخصی ندارند . با این حال جهان تخیلی او شباهت غریبی به جهان تجربی دارد. هر پنج رمان گرین را در ردهٔ رمان‌های تجربی طبقه‌بندی می‌کنند.

## آثار
- ۱۹۲۳ - بادبان‌های سرخ[۱]، روایت خاص از سیندرلا.
- ۱۹۲۳ - جهان نورانی[۲]، توصیف مبارزه علیه میانمایگی خودپسندانه که به شکست می‌انجامد.
- ۱۹۲۵ - زنجیر طلایی[۳]، داستانی برای نشان دادن بدبختی‌هایی که ثروت با خود می‌آورد.
- ۱۹۲۸ - خرامیدن بر امواج[۴] ماجرای جستجوی بی‌فرجام خوشبختی.
- ۱۹۲۹ - jessie and Morgiana [۵]، در منابع فارسی نامی از این کتاب نیامده‌است.
- ۱۹۳۰ - راهی به هیج کجا [۶]، رمانی دربارهٔ شکست در تلاش برای موفقیت در زندگی.